# Pfarrkirche Allhartsberg

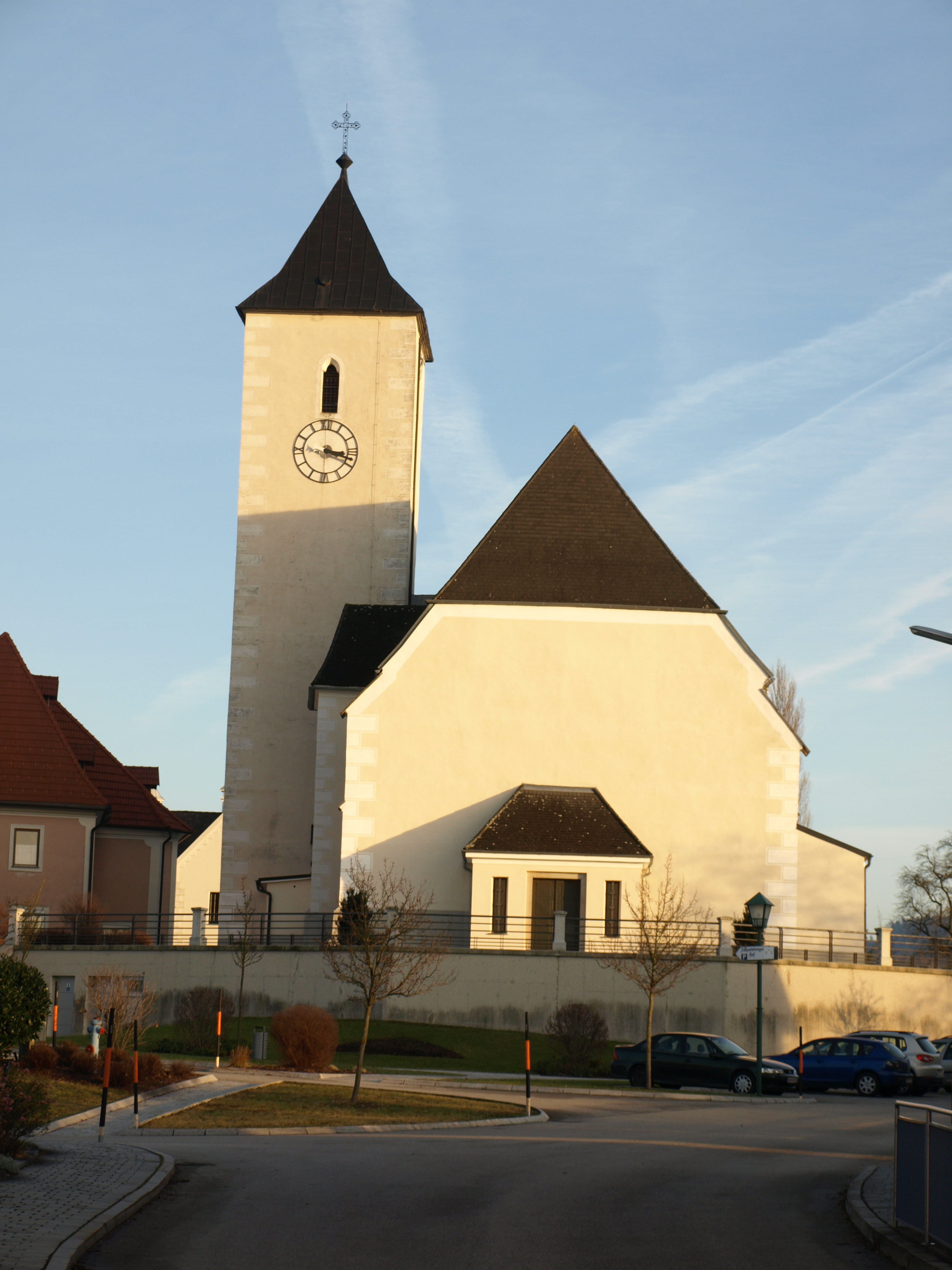
Kath. Pfarrkirche hl. Katharina in Allhartsberg

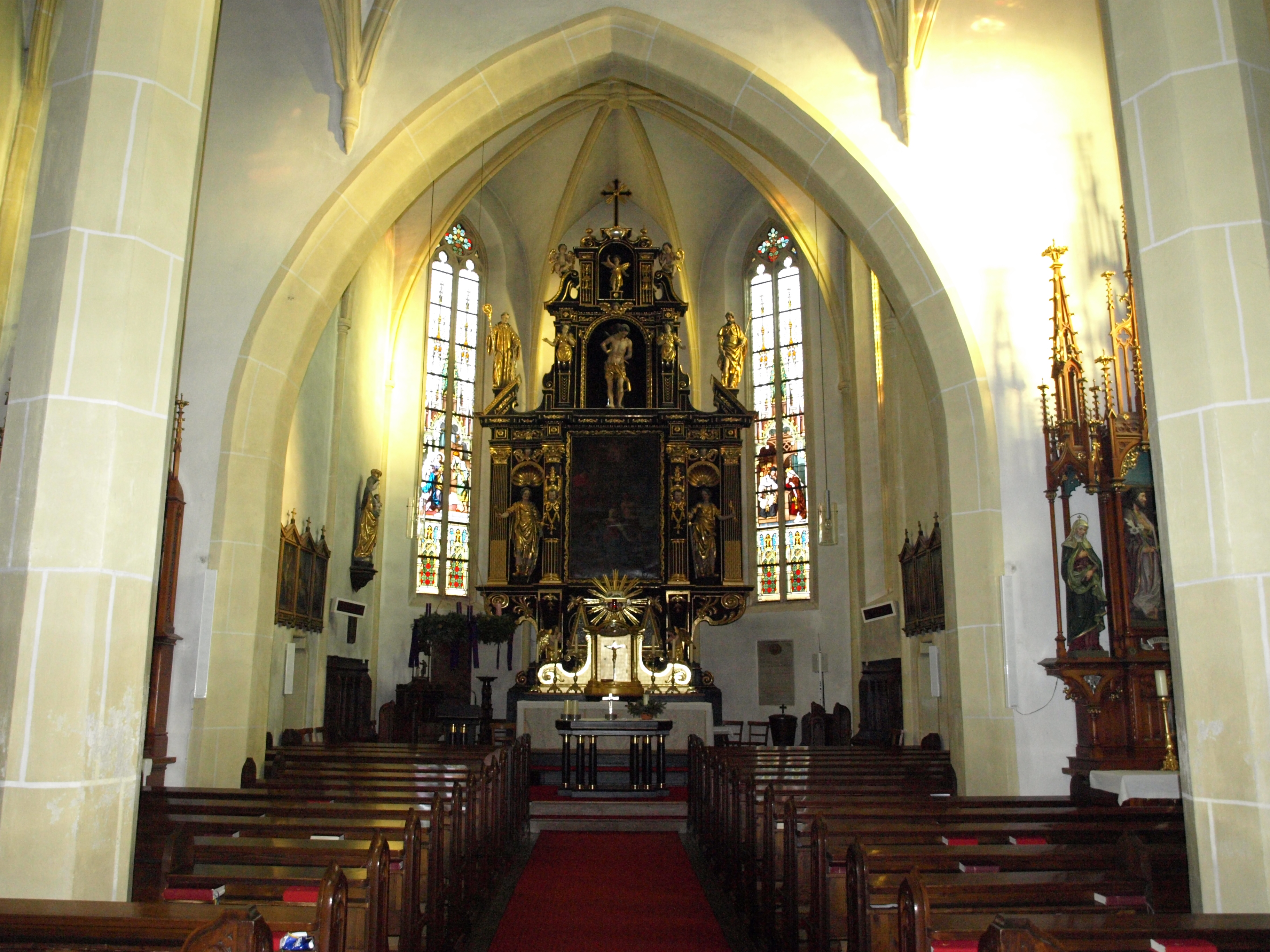
Vom Langhaus zum Chor

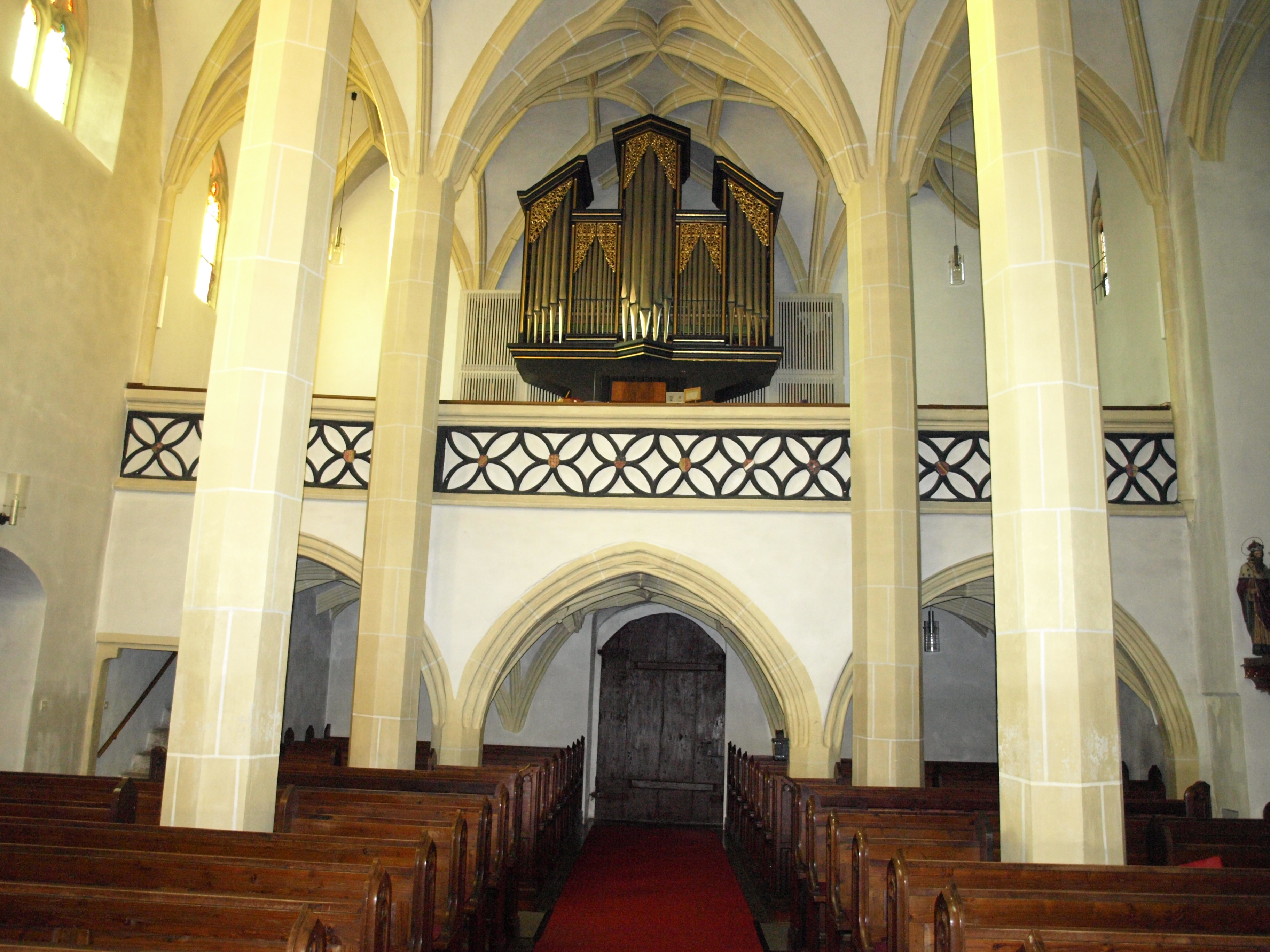
Das Langhaus als Vierstützenraum zur Orgelempore

Die Pfarrkirche Allhartsberg steht weithin sichtbar mittig im Ort Allhartsberg in der Marktgemeinde Allhartsberg im Bezirk Amstetten in Niederösterreich. Die auf die Heilige Katharina von Alexandrien geweihte römisch-katholische Pfarrkirche – den Stift Seitenstetten inkorporiert – gehört zum Dekanat Waidhofen an der Ybbs in der Diözese St. Pölten. Die Kirche steht unter Denkmalschutz (Listeneintrag).

## Geschichte
Die Kirche wurde im 11. Jahrhundert als Filialkirche von Aschbach gegründet. Urkundlich wurde 1116 eine Pfarre genannt. Die Kirche war die Mutterkirche von Sonntagberg und Windhag und wurde 1411 dem Stift Seitenstetten inkorporiert. Die Kirche wurde 1503 geweiht. 1795 erlitt die Kirche einen Brand. 1908 erfolgte eine Regotisierung. 1992 war eine Restaurierung des Turmes.

## Architektur
Die spätgotische Hallenkirche mit einem Vierstützenraum mit einem gleich hohen Chor aus der zweiten Hälfte des 14. Jahrhunderts hat einen massigen Nordturm.

### Kirchenäußeres
Das Langhaus unter einem Schopfwalmdach hat Eckstrebepfeiler und ungegliederte Wandflächen und je Seite drei zweibahnige Maßwerkfenster mit verschiedenen Längen. Die Westfassade ist schmucklos, seitlich mit Strebepfeilern verbreitert und hat mittig eine kleine Vorhalle. Der leicht eingezogene Chor hat einen Fünfachtelschluss und zweifach abgetreppte Strebepfeiler und vier hohe zweibahnige Maßwerkfenster.
Der massive und kaum gegliederte Nordturm mit einem geknickten Zeltdach steht etwas verdreht zur Kirchenachse am Übergang vom Langhaus zum Chor, der Turm hat Luken und gotische Schallfenster und zeigt eine gemalte Ortsteinquaderung.
Südseitig gibt es niedrige Anbauten unter Pultdächern und mit Rechteckfenstern und Rechtecktüren, ein kreuzgratgewölbte Vorhalle, im Chorwinkel eine zweigeschoßige Sakristei aus dem 17. Jahrhundert. Nordseitig gibt es einen Kapellenanbau unter einem Walmdach mit zweibahnigen Maßwerkfenstern.
Im Westen und Süden hat die Kirche breite Spitzbogenportale mit Birn- und Rundstabprofil aus dem Anfang des 16. Jahrhunderts, das Südportal ist im Scheitel verstäbt.
Es gibt eine Priestergrabplatte Sebaldus Losberger um 1517, am Chor gibt es einen Grabstein der Familie Stibar 1799 und 1716.

### Kircheninneres
Das Langhaus hat einen zentralisierenden Vierstützenraum mit Oktogonalpfeilern aus dem Anfang des 16. Jahrhunderts. Im Mittel- und Nordschiff zeigt das Gewölbe Rippen mit Rautenschlingen mit Scheitelquadraten, im Südschiff zeigt das Gewölbe Kappen mit Parallelrippen und Scheitelkreuzen über Hängedienstkonsolen, die etwas niedrigere Nordkapelle hat ein Sternrippengewölbe. Die dreiachsige massive Westempore ist mit profilierten Arkaden geöffnet und mit verstäbten Schlingrippen bzw. Kreuzquadratscheiteln unterwölbt. An der Brüstung der Empore zeigt sich Blendmaßwerk aus teigigen Kreisfigurationen mit Wappenschildchen.
Der Triumphbogen, etwas breiter als das Mittelschiff, ist spitzbogig.
Der einjochige Chor mit einem Fünfachtelschluss mit einem birnstabprofilierten Kreuzrippengewölbe über schlanken Diensten ist breiter als das Mittelschiff und entstand im zweiten Viertel des 14. Jahrhunderts. An der nördlichen Chorwand ist ein Fragment eines blinden Maßwerkfensters. In der südlichen Chorwand befindet sich ein spätgotisches Schulterportal zur Sakristei mit einem darüber liegenden Oratorium.
Die Glasmalerei aus 1908 ist vollständig erhalten und teils ronamental und teils figural und zeigt im Chor die Szenen Mariä Vermählung, Beichte des Johannes Nepomuk, Auferweckung des Lazarus, in der Nordkapelle Verkündigung mit Erzengeln.

## Ausstattung
Der bemerkenswerte frühbarocke Hochaltar aus 1643 wurde 1677 aus der Wallfahrtskirche Sonntagberg hierher übertragen.
Die Oberösterreichische Orgelbauanstalt baute die Orgel (1974).